# 猥褻
猥褻是未經對方同意下妨礙或冒犯他人，並引起對方感到羞恥、厭惡感、褻瀆的、噁心的行為，比如摸屁股和袭胸等。猥褻的判定標準各地民情不一，若男性向女性獻吻，在西方世界可能屬於社交禮儀（看动机、看场合、看年龄、看表情，也有可能是猥亵），但在其他地方則可能被視為強吻。

## 各国法律

### 中華民國
中華民國刑法第224條強制猥褻罪規定：「對於男、女以強暴、脅迫、恐嚇、催眠術或其他違反其意願之方法，而為猥褻之行為者，處六月以上、五年以下有期徒刑。本項之罪，屬非告訴乃論之罪。」

### 中华人民共和国
中华人民共和国刑法第237条强制猥亵罪、侮辱罪、猥亵儿童罪规定：以暴力、胁迫或者其他方法强制猥亵他人或者侮辱妇女的，处五年以下有期徒刑或者拘役。聚众或者在公共场所当众犯前款罪的，或者有其他恶劣情节的，处五年以上有期徒刑。猥亵儿童的，依照前两款的规定从重处罚。